# Осдорф
Осдорф (нем. Osdorf) — община в Германии, в земле Шлезвиг-Гольштейн.
Входит в состав района Рендсбург-Экернфёрде. Подчиняется управлению Денишер Вольд. Население составляет 2396 человек (на 31 декабря 2010 года). Занимает площадь 19,88 км².